# Khanato calmucco
Il khanato calmucco (in calmucco: Хальмг хана улс, Xal'mg xana uls) era un khanato degli oirati situato nella steppa eurasiatica. Si estendeva sull'odierna Calmucchia e sulle aree circostanti del Caucaso settentrionale, tra cui il territorio di Stavropol' e l'oblast' di Astrachan'. Durante il periodo di indipendenza del loro khanato, i calmucchi compirono numerose razzie e incursioni e si allearono con la Russia, di cui protessero i confini meridionali, impegnandosi in numerose spedizioni militari contro i tatari di Crimea, l'Impero ottomano, i tatari del Kuban', i kazaki, i turkmeni  della penisola di Mangyshlak e le popolazioni degli altipiani del Caucaso settentrionale. Il khanato venne annesso all'Impero russo nel 1771.

## Storia

### Periodo di autogoverno, 1630-1724

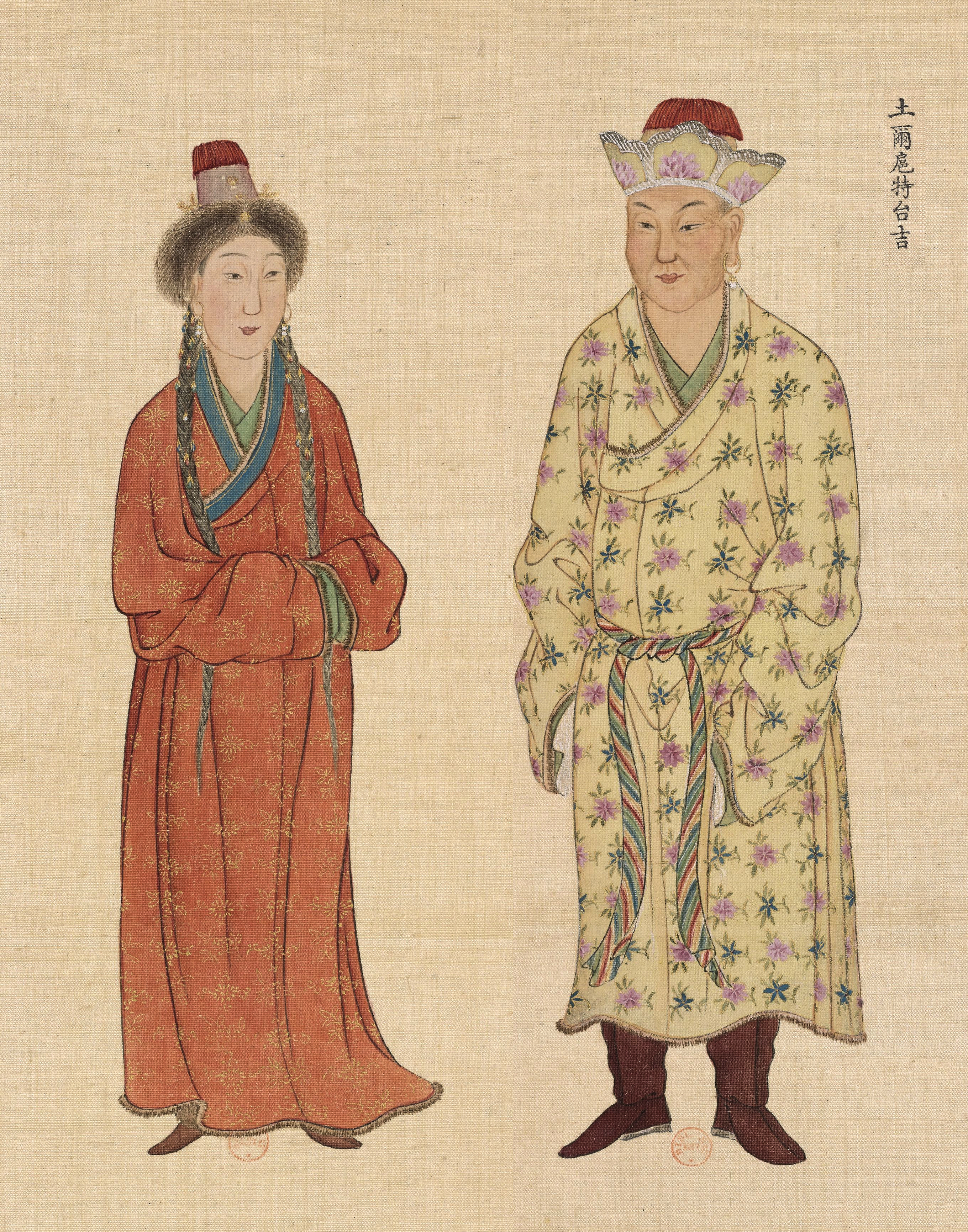
Taiji (principe) dei torgud e sua moglie (土爾扈特台吉). Huang Qing Zhigong Tu, 1769

Arrivati nella regione del Volga inferiore nel 1630, gli oirati occuparono un territorio che un tempo faceva parte del khanato di Astrachan', ma che ai tempi era rivendicato dalla Russia. La regione si estendeva su entrambe le sponde del Volga, tra Saratov a nord e la guarnigione russa di Astrachan' a sud. Il governo zarista, che non era ancora riuscito a colonizzare la regione, non poté impedire agli oirati di stanziarsi nella regione e quindi dovette assicurarsi che gli oirati non si alleassero con i vicini popoli di lingua turca.
Gli oirati consolidarono rapidamente il loro controllo del territorio espellendo la maggioranza degli abitanti nativi, i tatari dell'Orda Nogai. Grandi gruppi di nogai fuggirono verso la pianura caucasica settentrionale e verso la steppa del mar Nero, terre rivendicate dal khanato di Crimea, a sua volta alleato dell'impero ottomano. Piccoli gruppi di nogai cercarono la protezione della guarnigione russa di Astrachan', mentre le restanti tribù nomadi divennero vassalle degli oirati.
All'inizio, i rapporti tra i russi e gli oirati furono difficili. Le incursioni degli oirati negli insediamenti russi, cos' come quelle dei cosacchi e dei bashkiri (vassalli musulmani dei russi) negli accampamenti degli oirati, erano frequenti. Nonostante i numerosi giuramenti e trattati, volti a garantire l'assistenza militare degli oirati a vantaggio dei russi, la fedeltà degli oirati restava teorica.
Nei fatti gli oirati governavano sé stessi in base a un documento noto come il "Grande codice dei nomadi" (Iki Tsaadzhin Bichig). Il codice era stato promulgato nel 1640 dagli oirati, dai loro confratelli zungari e da alcuni mongoli orientali, riunitisi nei pressi dei monti Tarbagatai per appianare le loro divergenze e unirsi sotto la bandiera della scuola Gelug. Anche se l'obiettivo dell'unificazione non fu raggiunto, i leader ratificarono il codice, che regolava tutti gli aspetti della vita nomade.
Per garantirsi il controllo dei loro territori, gli oirati divennero una potenza di confine che spesso si alleava con i russi contro le vicine popolazioni musulmane. Durante l'era di Ayuki Khan, gli oirati salirono alla ribalta politica e militare quando il governo zarista incrementò l'uso della cavalleria degli oirati a sostegno delle sue campagne militari contro le potenze musulmane del sud, come la Persia, l'Impero Ottomano, i nogai e i tatari del Kuban' e del khanato di Crimea. Ayuki Khan condusse anche guerre contro i kazaki, sottomise i turkmeni della penisola di Mangyshlak e compì diverse spedizioni negli altipiani del Caucaso settentrionale. Queste campagne evidenziarono l'importanza strategica del khanato calmucco, che fungeva da zona cuscinetto tra la Russia e il mondo musulmano mentre la Russia combatteva guerre in Europa.
Per assicurarsi la disponibilità della cavalleria leggera degli oirati a sostegno delle proprie campagne militari, il governo zarista si affidò sempre di più ai pagamenti in denaro e alla fornitura di materie prime a favore del khan e della nobiltà degli oirati, adottando lo stesso metodo utilizzato con i cosacchi. Ciò tuttavia non fermò i reciproci saccheggi: nessuna delle due parti mantenne sempre le proprie promesse.
Il governo zarista garantì l'accesso senza tassazione ai mercati delle città russe di confine agli oirati, che poterono così barattare le loro mandrie e i beni ottenuti dall'Asia e dai loro vicini musulmani con i prodotti russi. Il commercio avveniva anche con le tribù turche sotto il controllo russo, come i tatari e i baschiri, con i quali i matrimoni erano frequenti. Questi accordi commerciali fornirono notevoli benefici, monetari e non, agli oirati.
Fred Adelman ha descritto quest'epoca come il "periodo della frontiera", che durò dall'arrivo degli oirati in Calmucchia nel 1630 fino alla morte di Ayuki Khan nel 1724. Questa fase fu caratterizzata da pochi cambiamenti culturali.
Durante l'epoca di Ayuki Khan, il khanato calmucco raggiunse il suo apice di potenza militare, politica ed economica, grazie al libero commercio con le città russe di confine, la Cina della dinastia Qing e le vicine popolazioni musulmane. Ayuki Khan mantenne inoltre stretti contatti con i suoi parenti oirati in Zungaria e con il Dalai Lama in Tibet.

### Riduzione dell'autonomia, 1724-1771

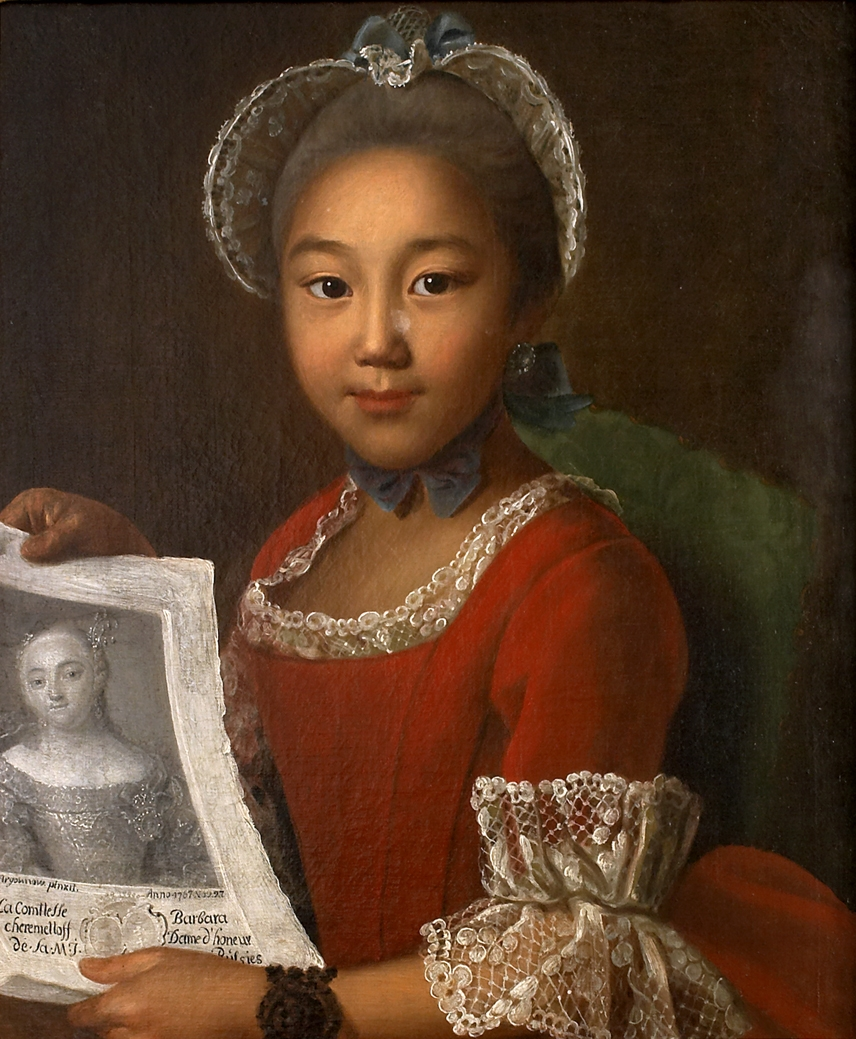
Ritratto di serva della gleba calmucca in abito occidentale. Ivan Argunov, 1767

La morte di Ayuki Khan nel 1724 ebbe come conseguenza un periodo di instabilità politica tra i calmucchi, in quanto varie fazioni cercavano di assicurarsi la scelta del Khan. Nel frattempo il governo zarista ridusse gradualmente l'autonomia del khanato calmucco, incoraggiando, ad esempio, la fondazione di insediamenti russi e tedeschi sui pascoli utilizzati dai calmucchi per nutrire il loro bestiame. Inoltre i russi imposero al khan un consiglio, limitandone l'autorità, pur continuando a pretendere che il khan fornisse unità di cavalleria per l'esercito russo. La chiesa ortodossa russa, da parte sua, fece pressioni per la conversione dei calmucchi. Verso la metà del XVII secolo, i calmucchi erano sempre più insofferenti delle interferenze nei loro affari interni.
Nell'inverno 1770-1771, Ubashi Khan, pronipote di Ayuki Khan e ultimo khan calmucco, decise di riportare il suo popolo nella patria ancestrale, la Zungaria, allora sotto il controllo della dinastia Qing. Il Dalai Lama, contattato per chiederne la benedizione e per fissare la data di partenza, consultò la carta astrologica e fissò la data del ritorno. Lo scioglimento dei ghiacci sul fiume Volga permise però la partenza solo ai calmucchi che si trovavano sulla sponda orientale del fiume. Quelli che si trovavano sulla riva occidentale furono costretti a rimanere indietro.

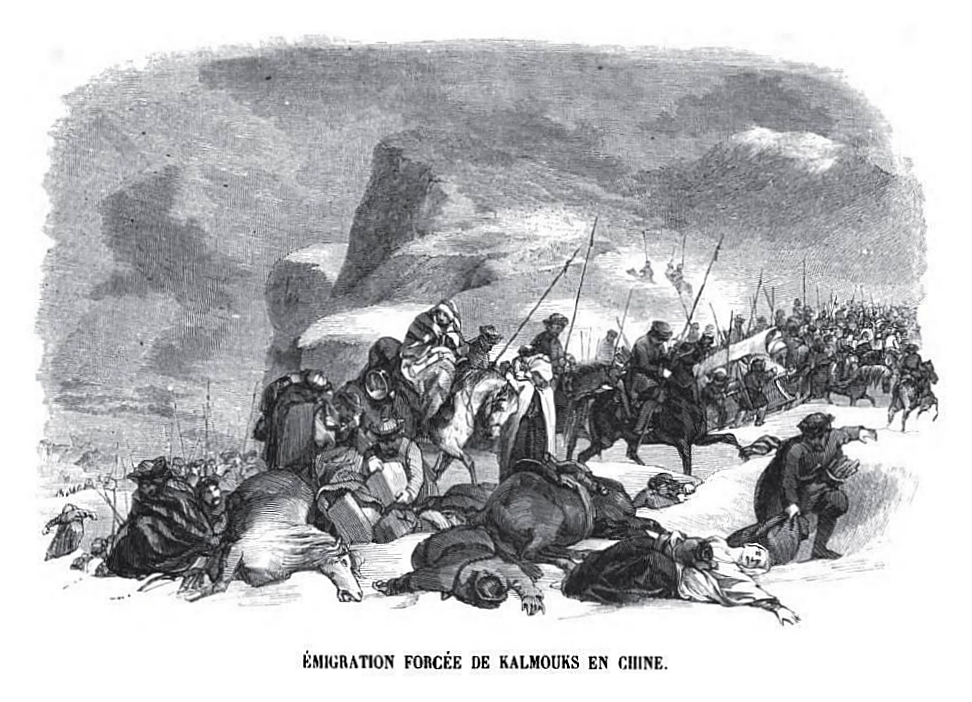
"Emigrazione forzata dei Calmucchi in Cina nel 1771". Incisione di Charles Michel Geoffroy

Circa cinque sesti della tribù dei torgud seguirono Ubashi Khan e la maggior parte dei hošuud, dei čoros e dei khoid accompagnò i torgud nel loro viaggio. La tribù dei dôrvôd, invece, decise di non partire affatto. I calmucchi che si reinsediarono nel territorio cinese divennero noti come "nuovi torgud". Secondo varie stime, il gruppo in partenza era composto da circa 169.000 persone e forse da sei milioni di animali (bovini, pecore, cavalli, cammelli e cani). A causa di razzie, sete, freddo e fame, circa 70.000 sopravvissuti riuscirono a raggiungere la Zungaria.
Nell'ottobre 1771, a seguito dell'emigrazione dei calmucchi, che le truppe russe non erano riuscite ad impedire, l'imperatrice russa Caterina II abolì il khanato calmucco, trasferendone tutti i poteri al governatore di Astrachan'. La più alta carica autoctona rimasta in vigore era quella di vice-khan, riconosciuta dal governo nella figura del nobile calmucco di più alto rango.

## Da oirati a calmucchi

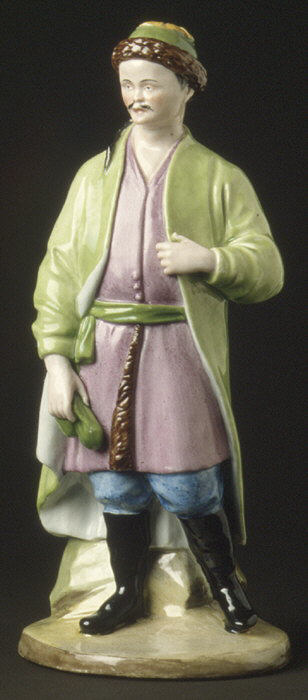
Statuetta di un uomo calmucco, porcellana, fine del XVIII secolo

Storicamente, le tribù della Mongolia occidentale si identificavano con i rispettivi nomi tribali. Molto probabilmente nel XV secolo, le quattro principali tribù della Mongolia occidentale formarono un'alleanza, adottando dôrvôd come nome collettivo. Dopo lo scioglimento dell'alleanza, le tribù della Mongolia occidentale furono chiamate semplicemente oirati. All'inizio del XVII secolo emerse un secondo grande Stato oirato, chiamato khanato degli Zungari. Mentre gli zungari (inizialmente tribù čoros, dôrvôd e khoid) stabilivano il loro impero nell'Asia interna occidentale, gli hošuud stabilivano un proprio khanato in Tibet (proteggendo la setta Gelug dai suoi nemici) mentre i torgud ne stabilivano un altro nella regione del Volga inferiore.
Dopo essersi stabiliti lungo il Volga, gli oirati iniziarono a identificarsi come calmucchi. Questo nome sarebbe stato dato loro dai kazaki e successivamente fu usato anche dai russi. Gli oirati, a loro volta, usavano questo nome nei loro rapporti con gli stranieri, cioè con i vicini russi e musulmani, pur continuavano a riferirsi a sé stessi con le loro affiliazioni tribali o di clan.
Il nome calmucchi, tuttavia, non fu immediatamente accettato da tutte le tribù oirate della regione del Volga inferiore. Nel 1761, gli hošuud e gli zungari, rifugiati dall'Impero Qing, definivano sé stessi e i torgud come oirati. I torgud, invece, usavano il nome calmucchi per definire sia sé stessi sia gli hošuud e gli zungari.
In generale, gli studiosi europei hanno identificato tutti i mongoli occidentali collettivamente come calmucchi. Tali studiosi, come ad esempio Sebastian Muenster, hanno bastato il loro studi su fonti musulmane, che tradizionalmente usavano il termine calmucchi per definire gli oirati, con tono dispregiativo. Gli oirati della Cina e della Mongolia considerano scorretto l'uso di questo termine e utilizzano invece il nome oirati o i singoli nomi tribali, ad esempio hošuud, dôrvôd, čoros, torgud, khoid, bajad, mingat, ecc.
Nel corso del tempo, i discendenti degli immigrati oirati nella regione del Volga inferiore adottarono il nome di calmucchi, indipendentemente dalla loro ubicazione: Astrachan', la regione cosacca del Don, Orenburg, Stavropol', il Terek e gli Urali. Un altro nome generalmente accettato è Ulan Zalata, ovvero "quelli con i bottoni rossi".

## Elenco dei khan calmucchi

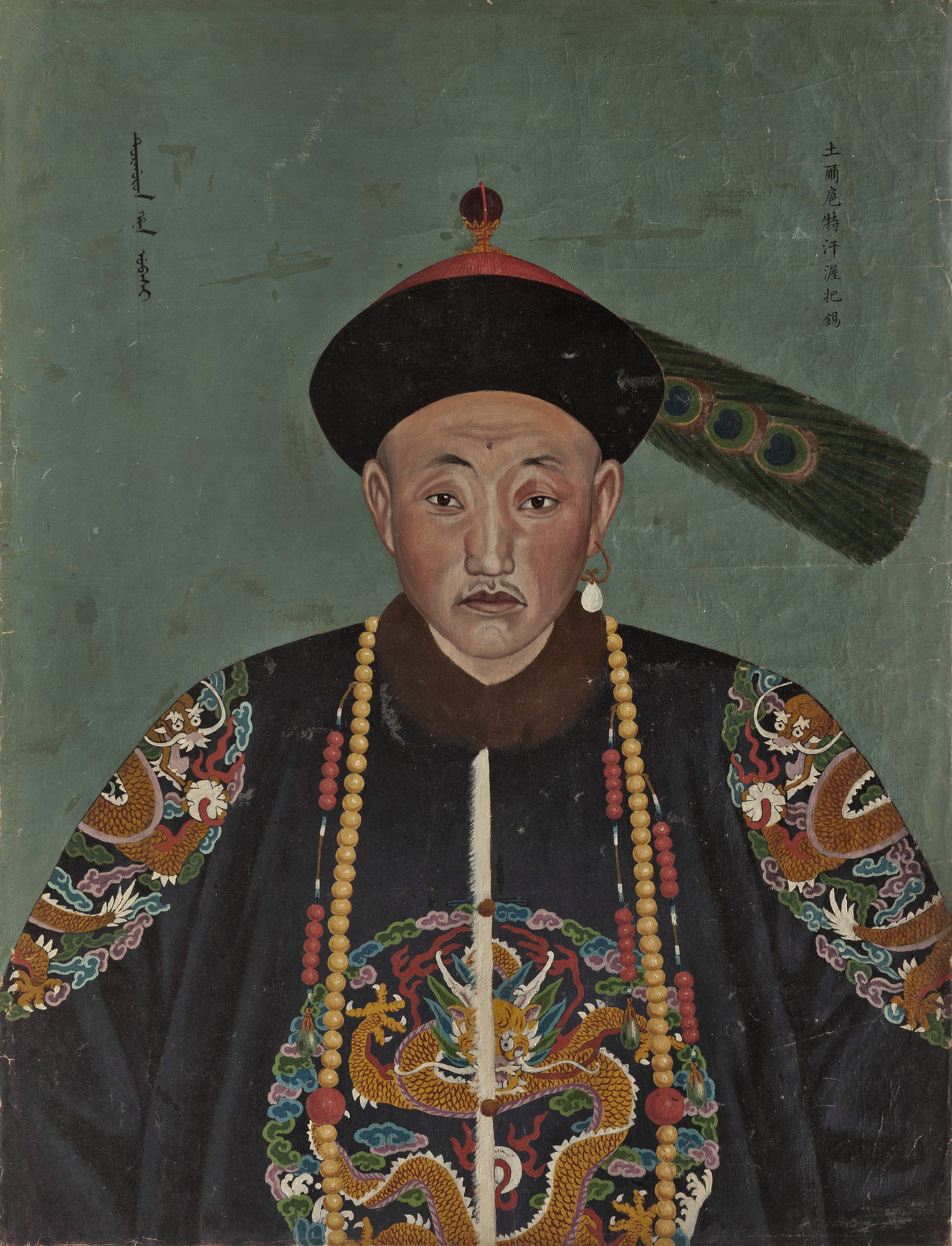
Ubashi Khan (1744–1774) in costume della dinastia Qing. Dipinto ad olio, Reiss-Engelhorn-Museen, Mannheim

- Kho Orluk (1633–1644)
- Shukhur Daichin (1644–1661)
- Puntsug (Monchak) (1661–1672)
- Ayuki Khan (1672–1723)
- Tseren Donduk Khan (1723–1735)
- Donduk Ombo Khan (1735–1741)
- Donduk Dashi Khan (1741–1761)
- Ubashi Khan (1761–1771)